# Zakręcony (serial telewizyjny)
Zakręcony (ang. Stark Raving Mad, 1999–2000) – amerykański serial komediowy stworzony przez Stevena Levitana.
Jego światowa premiera odbyła się 23 września 1999 roku na kanale NBC. W Polsce nadawany był dawniej na kanale Polsat.

## Opis fabuły
Henry (Neil Patrick Harris) pracuje jako wydawca książek. Jednym z jego zadań jest pilnowanie, aby kolejna książka Iana Starka (Tony Shalhoub) trafiła na półki zgodnie z terminem.

## Obsada

### Główni
- Neil Patrick Harris jako Henry McNeeley
- Tony Shalhoub jako Ian Stark
- Eddie McClintock jako Jake Donovan
- Dorie Barton jako Tess Farraday
- Heather Paige Kent jako Margaret "Maddie" Keller

### Pozostali
- Harriet Sansom Harris jako Audrey
- Chris Sarandon jako Cesar
- Dina Waters jako Katherine "Kit" Yates

## Spis odcinków
| N/o            | Tytuł angielski                       |
| -------------- | ------------------------------------- |
|                |                                       |
| SERIA PIERWSZA |                                       |
|                |                                       |
| 01             | Pilot                                 |
|                |                                       |
| 02             | The Man Who Knew Too Much             |
|                |                                       |
| 03             | Sometimes a Fritter Is Just a Fritter |
|                |                                       |
| 04             | Four Colds and a Funeral              |
|                |                                       |
| 05             | The Lyin' King                        |
|                |                                       |
| 06             | Fish out of Water                     |
|                |                                       |
| 07             | Engaged to Be Engaged                 |
|                |                                       |
| 08             | The Stalker                           |
|                |                                       |
| 09             | The Dance                             |
|                |                                       |
| 10             | Coffin to Go                          |
|                |                                       |
| 11             | Christmas Cheerleader                 |
|                |                                       |
| 12             | The Crush                             |
|                |                                       |
| 13             | My Bodyguard (a.k.a. Guarding Tess)   |
|                |                                       |
| 14             | The Hypnotist                         |
|                |                                       |
| 15             | Therapy                               |
|                |                                       |
| 16             | Secrets and Lies                      |
|                |                                       |
| 17             | The Grade                             |
|                |                                       |
| 18             | The Pigeon                            |
|                |                                       |
| 19             | He's Gotta Have It                    |
|                |                                       |
| 20             | Dog Gone                              |
|                |                                       |
| 21             | The Psychic                           |
|                |                                       |
| 22             | The Big Finish                        |
|                |                                       |